# Choeroichthys sculptus
Choeroichthys sculptus är en fiskart som först beskrevs av Günther 1870.  Choeroichthys sculptus ingår i släktet Choeroichthys och familjen kantnålsfiskar. Inga underarter finns listade i Catalogue of Life.